# 13 أبريل
- السبت
- الأحد
- الاثنين
- الثلاثاء
- الأربعاء
- الخميس
- الجمعة

- 2929 رمضان 1446  هـ
- 301 شوال 1446  هـ
- 312 شوال 1446  هـ
- 13 شوال 1446  هـ
- 24 شوال 1446  هـ
- 35 شوال 1446  هـ
- 46 شوال 1446  هـ
- 57 شوال 1446  هـ
- 68 شوال 1446  هـ
- 79 شوال 1446  هـ
- 810 شوال 1446  هـ
- 911 شوال 1446  هـ
- 1012 شوال 1446  هـ
- 1113 شوال 1446  هـ
- 1214 شوال 1446  هـ
- 1315 شوال 1446  هـ
- 1416 شوال 1446  هـ
- 1517 شوال 1446  هـ
- 1618 شوال 1446  هـ
- 1719 شوال 1446  هـ
- 1820 شوال 1446  هـ
- 1921 شوال 1446  هـ
- 2022 شوال 1446  هـ
- 2123 شوال 1446  هـ
- 2224 شوال 1446  هـ
- 2325 شوال 1446  هـ
- 2426 شوال 1446  هـ
- 2527 شوال 1446  هـ
- 2628 شوال 1446  هـ
- 2729 شوال 1446  هـ
- 2830 شوال 1446  هـ
- 291 ذو القعدة 1446  هـ
- 302 ذو القعدة 1446  هـ
- 13 ذو القعدة 1446  هـ
- 24 ذو القعدة 1446  هـ

13 أبريل أو 13 نيسان أو يوم 13 \ 4 (اليوم الثالث عشر من الشهر الرابع) هو اليوم الثالث بعد المئة (103) من السنة البسيطة، أو اليوم الرابع بعد المئة (104) من السنوات الكبيسة وفقًا للتقويم الميلادي الغربي (الغريغوري). يبقى بعده 262 يوما لانتهاء السنة.

## أحداث
- 1204 - الحملة الصليبية الرابعة تجتاح القسطنطينية.
- 1250 - المسلمون بفارسكور ينجحون في إلحاق الهزيمة بالصليبيين في حملتهم السابعة، وأسر لويس التاسع ملك فرنسا.
- 1635 - إعدام الأمير فخر الدين الثاني شنقًا في الأستانة بعد أن شكل حكمًا ذاتيًا امتد من يافا إلى طرابلس، مما أدى بالسلطنة العثمانية إلى محاربته والقضاء عليه.
- 1772 - هروب علي بك الكبير من مصر إلى الشام بعد فشل حركته في الخروج على الدولة العثمانية التي كانت مصر تابعة لها.
- 1909 - وحدات من الجيش العثماني المؤيدة لجمعية الاتحاد والترقي تقود عصيانًا ضد السلطان عبد الحميد الثاني انتهى بخلعه في 27 أبريل.
- 1941 - توقيع اتفاقية حياد بين الاتحاد السوفيتي واليابان في موسكو.
- 1950 - توقيع «اتفاقية الدفاع المشترك والتعاون الاقتصادي» بين الدول المنضمة في جامعة الدول العربية.
- 1966 - سقوط طائرة مروحية تقل الرئيس العراقي عبد السلام عارف يؤدي إلى مقتله في ظروف غامضة وذلك أثناء تحليقها بين القرنة والبصرة.
- 1975 -
  - وقوع حادثة عين الرمانة والتي شكلت نقطة بداية الحرب الأهلية اللبنانية.
  - اغتيال الرئيس فرنسوا تومبالباي في ظروف غامضة أثناء انقلاب وقع في تشاد.
- 1990 - ناميبيا تنضم إلى منظمة الوحدة الأفريقية.
- 2008 - انتخابات تشريعية مبكرة في إيطاليا تؤدي إلى فوز حزب سيلفيو برلسكوني بأغلبيه مقاعد مجلسي الشيوخ والنواب.
- 2011 - النائب العام في مصر يقرر حبس الرئيس السابق محمد حسني مبارك ونجلاه علاء وجمال خمسة عشر يومًا على ذمة التحقيق وذلك للتحقيق في اتهامات تتعلق بالتربح واستغلال النفوذ وفي اتهامات بالتحريض على قتل المتظاهرين.
- 2013 - ظهور أول إصابة بفيروس الإنفلونزا أ H7N9 في العالم في بكين.
- 2016 - إجراء انتخابات تشريعية في سوريا، وسط جدل دولي وانقسام داخلي.
- 2024 - ضربة إيرانية على إسرائيل بما يزيد عن 150 صاروخًا وطائرة مسيرة، وذلك ردًّا على قصف إسرائيلي لسفارة إيران في دمشق.
- 2025 - فوز الرئيس الإكوادوري دانيال نوبوا بولايةٍ أخرى في الانتخابات العامة 2025، بعدما حصد 55.63% من الأصوات.

## مواليد
- 1153 - مظفر الدين كوكبوري، أمير أربيل وأحد كبار القادة الذين شاركوا صلاح الدين الأيوبي في جهاده ضد الصليبيين.
- 1519 - كاترين دي ميديشي، زوجة هنري الثاني ملك فرنسا.
- 1732 - فريديريك نورث، رئيس وزراء المملكة المتحدة.
- 1743 - توماس جفرسون، رئيس الولايات المتحدة الثالث.
- 1769 - توماس لورنس، رسام إنجليزي.
- 1885 - جورج لوكاش، فيلسوف مجري.
- 1906 - صمويل بيكيت، كاتب أيرلندي حاصل على جائزة نوبل في الأدب عام 1969.
- 1936 - محمد سمير اللبدي، لغوي وأكاديمي وشاعر فلسطيني.
- 1938 - فريال كريم، ممثلة لبنانية.
- 1939 - شيموس هيني، شاعر أيرلندي شمالي حاصل على جائزة نوبل في الأدب عام 1995.
- 1950 -
  - رون بيرلمان، ممثل أمريكي.
  - ويليام سادلر، ممثل أمريكي.
- 1953 - أحلام مستغانمي، كاتبة جزائرية.
- 1954 - لطيفة المجرن، ممثلة بحرينية.
- 1956 - فادي إبراهيم، ممثل لبناني.
- 1960 - رودي فولر، لاعب ومدرب كرة قدم ألماني.
- 1964 - ياسهارو تاكاناشي، ملحن ياباني.
- 1969 - مي سكاف، ممثلة سورية.
- 1978 - كارليس بويول، لاعب كرة قدم إسباني.
- 1980 - كولين كلينكينبيرد، مؤدية أصوات أمريكية.
- 1994 - محمود كهربا، لاعب كرة قدم مصري.

## وفيات
- 814 - كروم، خان بلغاريا.
- 1517 - طومان باي، سلطان مملوكي.
- 1635 - فخر الدين المعني الثاني، أمير الدروز في جبل لبنان.
- 1827 - هيو كلابرتون، مسكتشف اسكتلندي.
- 1909 - محمد بن مصطفى أرسلان، دبلوماسي عثماني.
- 1947 - محمد صبري أبو علم، محامي مصري.
- 1966 - عبد السلام عارف، رئيس عراقي.
- 1997 -
  - مصطفى أمين، صحفي مصري.
  - علي صباح السالم الصباح، سياسي كويتي.
- 1999 - فيلي شتوف، سياسي ألماني.
- 2002 - يوسف ريحان، قائد ميداني فلسطيني خلال معركة مخيم جنين 2002.
- 2007 - جعفر محمود آدم، عالم مسلم نيجيري.
- 2010 - ناهض الريس، سياسي فلسطيني.
- 2011 - صيتة بنت عبد العزيز آل سعود، أميرة سعودية.
- 2015 -
  - إدواردو غاليانو، روائي وصحفي أوروغواياني.
  - غونتر غراس، أديب ألماني حائز على جائزة نوبل للآداب.
- 2016 - سيد زيان، ممثل مصري.
- 2018 - ميلوش فورمان، مخرج أمريكي تشيكي.
- 2021 - جمال يعقوب، لاعب كرة قدم كويتي.
- 2024 - شيرين سيف النصر، ممثلة مصرية.

## أعياد ومناسبات
- أول يوم في سنة لاوس والسنة التايلاندية والسنة الكمبودية.

## وصلات خارجية
- وكالة الأنباء القطريَّة: حدث في مثل هذا اليوم.
- النيويورك تايمز: حدث في مثل هذا اليوم.
- BBC: حدث في مثل هذا اليوم.